# Žetev
Žetev je v kmetijstvu izraz za spravilo zrelega žita. Na splošno v izraz spadajo tudi dejavnosti, ki sledijo sami košnji žita, čeprav danes večino tega dela opravijo kombajni že na polju ali njivi istočasno.
V preteklosti so žito najprej pokosili, nato pa so ga naložili na voz in ga odpeljali do kmetije, kjer je stekel nadaljnji postopek. Tradicionalna oblika žetve je zahtevala veliko število poljedelskih delavcev in žetev je bila tudi družaben dogodek v kmečkem okolju, povezan z mnogimi ljudskimi običaji, ki v dobi mehanizacije izginjajo.
- 1
- 2
- 3
- 4
- 5
- 6
- 7
- 8
- 9
- 10
- 11
- 12
- 13
- 14
- 15
- 16